# باور (ترانه التون جان)
«باور» (به انگلیسی: Believe) ترانه‌ای از التون جان و یکی از تک‌آهنگ‌های آلبوم سال ۱۹۹۵ او با نام ساخت انگلستان است.
التون جان در این ترانه از باورش به عشق سخن می‌گوید و این‌که دیکتاتورها، کلیسا، سیاست، روزنامه‌ها و … همه دیر یا زود از بین می‌روند و آنچه باقی می‌ماند تنها عشق است. به عقیدهٔ ویلیام رولمان از آل‌میوزیک، تاثیرپذیری دیرینهٔ التون جان از جان لنون در بیشتر قطعه‌های آلبوم ساخت انگلستان به‌خصوص در شعر ترانهٔ «باور» کاملاً نمود دارد.
«باور» در زمان انتشارش در ایالات متحده برای ۲۰ هفته در جدول ۱۰۰ تک‌آهنگ داغ بیلبورد حضور داشت و بالاترین جایگاهش در آن جدول رتبهٔ سیزدهم بود که در ۱۳ مه ۱۹۹۵ ثبت شد. این قطعه در بریتانیا هم به‌مدت ۱۳ هفته جزو پرفروش‌ترین تک‌آهنگ‌های روز بود و تا ردهٔ پانزدهم جدول تک‌آهنگ‌های بریتانیا صعود کرد.
موزیک ویدئوی سیاه و سفید «باور» را مارکوس نیسپل ساخته‌است که در آن التون جان سوار بر یک زپلین و در یک فضای سورئالیستی بر فراز نیویورک پرواز می‌کند.